# Canon EOS 400D
Canon EOS 400D – cyfrowa lustrzanka jednoobiektywowa, produkowana przez japońską firmę Canon. Aparat wszedł na rynek 24 sierpnia 2006 roku zastępując model 350D. Należy do systemu Canon EOS. Pasują do niego wszystkie obiektywy z tego systemu, zarówno EF jak i EF-S.